# Municipio Papel Pampa
Das Municipio Papel Pampa liegt im  Departamento La Paz.

## Lage im Nahraum
Das Municipio Papel Pampa ist eines von drei Municipios der Provinz Gualberto Villarroel und liegt im südöstlichen Teil der Provinz. Es grenzt im Westen an das Municipio San Pedro de Curahuara, im Süden und Osten an das Departamento Oruro und im Norden an die Provinz Aroma.
Das Municipio hat 61 Ortschaften (localidades), zentraler Ort des Municipio ist Papel Pampa mit 142 Einwohnern im südlichen Teil des Municipio. Größere Ortschaften im Municipio sind San José 16 de Julio mit 428 Einwohnern und San José Alto mit 195 Einwohnern. (2012)

## Geographie
Das Municipio Papel Pampa liegt in einem ausgedehnten Hügelland auf dem bolivianischen Altiplano auf einer mittleren Höhe von 3900 m, im Osten durch den Höhenrücken der Serranía de Huayllamarca und nach Norden durch den Río Desaguadero begrenzt.
Die mittlere Durchschnittstemperatur des Municipio liegt bei knapp 8 °C (siehe Klimadiagramm Huayllamarca), der Jahresniederschlag beträgt gut 300 mm. Die Region weist ein ausgeprägtes Tageszeitenklima auf, die Monatsdurchschnittstemperaturen schwanken nur unwesentlich zwischen 4 °C im Juni/Juli und 10 °C im Dezember. Die Monatsniederschläge liegen unter 20 mm von Oktober bis April und erreichen ihr Monatsmaximum im Juli mit 85 mm.

## Bevölkerung
Die Einwohnerzahl des Municipio Papel Pampa ist zwischen 1992 und 2024 um knapp ein Viertel angestiegen:
| Jahr | Einwohner | Quelle       |
| ---- | --------- | ------------ |
| 1992 | 5039      | Volkszählung |
| 2001 | 6053      | Volkszählung |
| 2012 | 7002      | Volkszählung |
| 2024 | 6222      | Volkszählung |

Das Municipio hatte bei der letzten Volkszählung 2024 eine Bevölkerungsdichte von 7,3 Einwohnern/km². Die Lebenserwartung der Neugeborenen lag im Jahr 2001 bei 61,4 Jahren, die Säuglingssterblichkeit ist von 7,7 Prozent (1992) auf 6,7 Prozent im Jahr 2001 gesunken.
Der Alphabetisierungsgrad bei den über 19-Jährigen beträgt 80,5 Prozent, und zwar 91,6 Prozent bei Männern und 68,0 Prozent bei Frauen (2001).
76,5 Prozent der Bevölkerung sprechen Spanisch, 94,5 Prozent sprechen Aymara, und 0,3 Prozent Quechua. (2001)
98,4 Prozent der Bevölkerung haben keinen Zugang zu Elektrizität, 55,4 Prozent leben ohne sanitäre Einrichtung (2001).
83,7 Prozent der 1.008 Haushalte besitzen ein Radio, 2,1 Prozent einen Fernseher, 85,1 Prozent ein Fahrrad, 9,2 Prozent ein Motorrad, 4,6 Prozent einen PKW, 0,1 Prozent einen Kühlschrank, 0,7 Prozent ein Telefon. (2001)

## Politik
Ergebnis der Regionalwahlen (concejales del municipio) vom 4. April 2010:
| Wahl- berechtigte |  | Wahl- beteiligung | gültige Stimmen |  | MAS-IPSP | MSM    |
| ----------------- |  | ----------------- | --------------- |  | -------- | ------ |
| 3.291             |  | 3.063             | 2.353           |  | 1.528    | 825    |
|                   |  | 93,1 %            | 76,8 %          |  | 64,9 %   | 35,1 % |

Ergebnis der Regionalwahlen (elecciones de autoridades políticas) vom 7. März 2021:
| Wahl- berechtigte |  | Wahl- beteiligung | gültige Stimmen |  | MAS-IPSP | J.A.LLALLA.L.P. | MTS    | VENCEREMOS | ASP    | PBCSP  | PDC    |
| ----------------- |  | ----------------- | --------------- |  | -------- | --------------- | ------ | ---------- | ------ | ------ | ------ |
| 3.511             |  | 3.205             | 2.834           |  | 1.462    | 937             | 274    | 56         | 19     | 18     | 16     |
|                   |  | 91,28 %           | 88,42 %         |  | 51,59 %  | 33,06 %         | 9,67 % | 1,98 %     | 0,67 % | 0,64 % | 0,56 % |

## Gliederung
Das Municipio untergliederte sich bei der letzten Volkszählung von 2012 in die folgenden neun Kantone (cantones):
- 02-1802-01 Kanton Papel Pampa 10 Ortschaften – 1.024 Einwohner (2001: 1.083 Einwohner)
- 02-1802-02 Kanton Circa Cruzani 1 Ortschaft – 127 Einwohner (2001: 125 Einwohner)
- 02-1802-03 Kanton Mollebamba 8 Ortschaften – 1.128 Einwohner (2001: 935 Einwohner)
- 02-1802-04 Kanton Unopata 16 Ortschaften – 1.907 Einwohner (2001: 1.839 Einwohner)
- 02-1802-05 Kanton San Felipe de Challa 3 Ortschaften – 126 Einwohner (2001: 151 Einwohner)
- 02-1802-06 Kanton Caylla Churo 2 Ortschaften – 140 Einwohner (2001: 90 Einwohner)
- 02-1802-07 Kanton Rivera Alta 11 Ortschaften – 1.552 Einwohner (2001: 1.181 Einwohner)
- 02-1802-08 Kanton Eduardo Abaroa 6 Ortschaften – 810 Einwohner (2001: 698 Einwohner)
- 02-1802-09 Kanton Pacollo 1 Ortschaft – 188 Einwohner (2001: 204 Einwohner)

## Ortschaften im Municipio Papel Pampa
- Kanton Papel Pampa
  - Papel Pampa 142 Einw.

- Kanton Unopata
  - San José 16 de Julio 428 Einw. – San José Alto 195 Einw.